# Jerry Heller
Gerald Elliot "Jerry" Heller (n. 6 octombrie 1940 - d. 2 septembrie 2016) a fost un manager și om de afaceri american de origine evreiască. El a fost cel mai cunoscut pentru gestionarea sa controversată a pionierilor în rap-ul West Coast și gangsta rap-ul N.W.A și Eazy-E.

## Legături externe
- Jerry Heller la Internet Movie Database